# Bordes-de-Rivière
 Bordes-de-Rivière  (en occitano Eras Bòrdas d'Arribèra) es una población y comuna francesa, en la región de Mediodía-Pirineos, departamento de Alto Garona, en el distrito de Saint-Gaudens y cantón de Montréjeau.

## Demografía
| 311 | 309 | 312 | 339 | 388 | 359 |
| Para los censos de 1962 a 1999 la población legal corresponde a la población sin duplicidades (Fuente: INSEE [Consultar]) |     |     |     |     |     |